# Caphornia nigrolineata
Caphornia nigrolineata är en fjärilsart som beskrevs av Jana-saenz 1989. Caphornia nigrolineata ingår i släktet Caphornia och familjen nattflyn. Inga underarter finns listade i Catalogue of Life.